# Jukai Tokudo
1. redirectZen-Glossar#J